# Euroligue de water-polo 2010-2011
Navigation
Édition précédente Édition suivante
L'Euroligue 2010-2011 est la huitième édition sous ce nom de la principale compétition annuelle opposant les meilleurs clubs européens de water-polo et la quarante-huitième en tenant compte des précédentes coupes des clubs champions.
Elle est organisée par la Ligue européenne de natation (LEN) du 24 septembre 2010 au 4 juin 2011, date de la finale à Rome, en Italie, remportée par le club serbe Vaterpolo klub Partizan.
C'est la première Euroligue de water-polo à bénéficier d'un sponsor donnant son nom à la compétition, l'entreprise croate de création et de construction d'infrastructures Dalekovod à partir du 13 novembre 2011 et visible du tour préliminaire à la finale à quatre. C'est également la dernière sous le nom d’Euroligue puisqu'en juillet 2011, la compétition est renommée Ligue des champions de water-polo européen (European Water Polo Champions League).

## Participants
Trente-quatre équipes de seize fédérations membres de la LEN participent à l'Euroligue pour la saison 2010-2011.
Une fédération européenne peut inscrire au premier tour les deux premiers de son championnat national. Les équipes peuvent préférer s'inscrire au premier tour du trophée LEN ou ne pas avoir les moyens de financer leur participation et les voyages nécessaires. Les troisièmes et quatrièmes des groupes des deux premiers tours de l'Euroligue rejoignent le second tour de qualification du trophée LEN.
Huit fédérations peuvent inscrire trois clubs. Elles sont déterminées par le classement des pays du tour préliminaire de l'Euroligue précédente d'après le classement du meilleur club de ce pays. Dans leur cas, le troisième participe au premier tour et le vice-champion au second tour. Le champion national est directement qualifié pour le tour préliminaire. Huit pays étaient représentés lors du tour préliminaire 2009-2010 : la Croatie, l'Espagne, la Grèce, la Hongrie, l'Italie, le Monténégro, la Russie et la Serbie.
| Directement au tour préliminaire | Directement au tour préliminaire | Directement au tour préliminaire | Directement au tour préliminaire | Directement au tour préliminaire | Directement au tour préliminaire | Directement au tour préliminaire | Directement au tour préliminaire |
| -------------------------------- | -------------------------------- | -------------------------------- | -------------------------------- | -------------------------------- | -------------------------------- | -------------------------------- | -------------------------------- |
| (1er)                            | VK Jug                           | (1er)                            | CN Atlètic-Barceloneta           | (1er)                            | Olympiakos                       | (1er)                            | Vasas SC                         |
| (1er)                            | Pro Recco                        | (1er)                            | PVK Jadran HN                    | (1er)                            | SC Volgograd                     | (1er)                            | VK Partizan                      |
| Deuxième tour de qualification   |                                  |                                  |                                  |                                  |                                  |                                  |                                  |
| (2e)                             | HAVK Mladost                     | (2e)                             | Panionios GSS                    | (2e)                             | Egri VK                          | (2e)                             | RN Savona                        |
| (2e)                             | VK Primorac                      | (2e)                             | Sintez Kazan                     | (2e)                             | VK Vojvodina                     | (3e)                             | CN Barcelona                     |
| Premier tour de qualification    |                                  |                                  |                                  |                                  |                                  |                                  |                                  |
| Champions                        | Champions                        | Champions                        | Champions                        | Non-champions                    | Non-champions                    | Non-champions                    | Non-champions                    |
| (1er)                            | Spandau 04                       | (1er)                            | CN Marseille                     | (2e)                             | ASC Duisburg                     | (2e)                             | Montpellier WP                   |
| (1er)                            | Schuurman BRC                    | (1er)                            | ŁSTW Łódź                        | (2e)                             | CN Terrassa                      | (2e)                             | İstanbul Yüzme İK                |
| (1er)                            | CSM Oradea                       | (1er)                            | ČH Hornets Košice                | (3e)                             | PK Primorje                      | (3e)                             | NO Vouliagménis                  |
| (1er)                            | Galatasaray SK                   | (1er)                            | BMK Karkov                       | (3e)                             | Szeged VE                        | (3e)                             | Brixia Leonessa                  |
|                                  |                                  |                                  |                                  | (3e)                             | VK Budva                         | (3e)                             | Shturm 2002                      |

Légende :
- pour les équipes inscrites au premier tour : une flèche bleue ascendante pour la qualification au second tour, deux flèches pour celle au tour préliminaire, ; une flèche verte latérale pour le passage au second tour du trophée LEN 2010-2011 ;
- pour les équipes inscrites au second tour : une flèche bleue ascendante pour la qualification au tour préliminaire, deux pour celle aux quarts de finale ;
- pour les équipes inscrites au tour préliminaire : une flèche bleue ascendante pour la qualification aux quarts de finale ;
- Les nombres de 1 à 4 indiquent le classement des équipes qualifiées pour la finale à quatre.

## Déroulement
Au premier tour, des groupes d'au moins quatre équipes sont tirés au sort. Les équipes se rencontrent une fois en un championnat organisé en trois ou quatre jours consécutifs. Les deux premiers de chaque groupe se qualifient pour le second tour, soit huit équipes.
Au second tour, elles sont rejointes par les huit vice-champions directement qualifiés. Réparties en quatre groupes de quatre, elles s'affrontent de même en un championnat de trois jours consécutifs. Les deux premiers de chaque groupe se qualifient pour le tour préliminaire.
La même organisation en groupes de quatre est reprise pour le tour préliminaire avec l'entrée en lice des huit champions nationaux directement qualifiés, sauf la durée en six journées du 13 novembre 2010 au 2 février 2011 en rencontres aller-retour. Les deux meilleures équipes de chaque groupe se qualifient pour les quarts de finale. À l'issue de ce tour préliminaire, sont déterminées les huit fédérations pouvant présenter trois clubs pour l'Euroligue suivante.
Pour la première fois, les quarts de finale se jouent également en deux groupes de quatre avec matches aller-retour du 16 février au 4 mai 2011. Les deux premiers de chaque groupe se qualifient pour le « Final Four » au cours duquel les demi-finales et la finale se jouent chacune en un seul match et en deux jours consécutifs.

## Phase qualificative

### Premier tour
Le premier tour a lieu entre le vendredi 24 et le dimanche 26 septembre 2010. Les deux premiers de chaque groupe se qualifient pour le second tour ; les troisièmes et quatrièmes sont envoyés au second tour du trophée LEN 2010-2011. Les équipes classées cinquièmes sont éliminées des coupes européennes.
Le tirage au sort des groupes a lieu le 6 août 2010 à Stuttgart, en Allemagne.

#### Groupe A
Les matches du groupe A sont joués à Košice, en Slovaquie.
| Rang | Équipe                   | Pts | J | G | N | P | Bp | Bc | Diff |
| ---- | ------------------------ | --- | - | - | - | - | -- | -- | ---- |
| 1    | Wasserfreunde Spandau 04 | 9   | 3 | 3 | 0 | 0 | 28 | 16 | +12  |
| 2    | ČH Hornets Košice        | 4   | 3 | 1 | 1 | 1 | 25 | 23 | +2   |
| 3    | Club Natació Terrassa    | 3   | 3 | 1 | 0 | 2 | 25 | 30 | -5   |
| 4    | Galatasaray Spor Kulubü  | 1   | 3 | 0 | 1 | 2 | 19 | 28 | -9   |

| Date         |                          | Score |                          | Quarts-temps          |
| ------------ | ------------------------ | ----- | ------------------------ | --------------------- |
| 24 septembre | Wasserfreunde Spandau 04 | 10-3  | Galatasaray Spor Kulubü  | 2-1 ; 3-1 ; 3-0 ; 2-1 |
| 24 septembre | ČH Hornets Košice        | 11-8  | Club Natació Terrassa    | 5-2 ; 2-3 ; 2-1 ; 2-2 |
| 25 septembre | Club Natació Terrassa    | 7-11  | Wasserfreunde Spandau 04 | 3-3 ; 0-2 ; 3-5 ; 1-1 |
| 25 septembre | ČH Hornets Košice        | 8-8   | Galatasaray Spor Kulubü  | 0-3 ; 3-2 ; 2-1       |
| 26 septembre | Galatasaray Spor Kulubü  | 8-10  | Club Natació Terrassa    | 2-2 ; 3-2 ; 1-2 ; 3-2 |
| 26 septembre | ČH Hornets Košice        | 6-7   | Wasserfreunde Spandau 04 | 1-2 ; 2-3 ; 3-2 ; 0-0 |

#### Groupe B
Les matches du groupe B sont joués à İstanbul, en Turquie.
| Rang | Équipe                        | Pts | J | G | N | P | Bp | Bc | Diff |
| ---- | ----------------------------- | --- | - | - | - | - | -- | -- | ---- |
| 1    | Brixia Leonessa Nuoto         | 12  | 4 | 4 | 0 | 0 | 47 | 30 | +17  |
| 2    | Naftikós Ómilos Vouliagménis  | 9   | 4 | 3 | 0 | 1 | 39 | 27 | +12  |
| 3    | Amateur Schwimm Club Duisburg | 3   | 4 | 1 | 0 | 3 | 35 | 31 | +4   |
| 4    | İstanbul Yüzme İhtısas Kulübü | 3   | 4 | 1 | 0 | 3 | 29 | 45 | -16  |
| 5    | BMK Karkov                    | 3   | 4 | 1 | 0 | 3 | 22 | 39 | -17  |

| Date         |                               | Score |                               | Quarts-temps               |
| ------------ | ----------------------------- | ----- | ----------------------------- | -------------------------- |
| 23 septembre | İstanbul Yüzme İhtısas Kulübü | 6-14  | Brixia Leonessa Nuoto         | 2-0 ; 0-4 ; 4-6            |
| 23 septembre | Amateur Schwimm Club Duisburg | 10-0  | BMK Karkov                    | BMK Karkov déclaré forfait |
| 24 septembre | Amateur Schwimm Club Duisburg | 8-12  | Brixia Leonessa Nuoto         | 1-4 ; 2-3 ; 2-2 ; 3-3      |
| 24 septembre | Naftikós Ómilos Vouliagménis  | 8-4   | BMK Karkov                    | 4-2 ; 1-1 ; 1-0 ; 2-1      |
| 24 septembre | Naftikós Ómilos Vouliagménis  | 10-9  | Amateur Schwimm Club Duisburg | 1-0 ; 2-3 ; 4-2 ; 3-4      |
| 24 septembre | BMK Karkov                    | 11-10 | İstanbul Yüzme İhtısas Kulübü | 4-2 ; 3-3 ; 1-1 ; 3-4      |
| 25 septembre | Brixia Leonessa Nuoto         | 10-9  | Naftikós Ómilos Vouliagménis  | 3-2 ; 3-2 ; 2-3 ; 2-2      |
| 25 septembre | İstanbul Yüzme İhtısas Kulübü | 9-8   | Amateur Schwimm Club Duisburg | 2-2 ; 3-1 ; 2-4 ; 2-1      |
| 26 septembre | BMK Karkov                    | 7-11  | Brixia Leonessa Nuoto         | 3-4 ; 2-2 ; 0-2 ; 2-3      |
| 26 septembre | Naftikós Ómilos Vouliagménis  | 12-4  | İstanbul Yüzme İhtısas Kulübü | 3-2 ; 1-1 ; 3-1 ; 5-1      |

#### Groupe C
Les matches du groupe C sont joués à Szeged, en Hongrie.
| Rang | Équipe                          | Pts | J | G | N | P | Bp | Bc | Diff |
| ---- | ------------------------------- | --- | - | - | - | - | -- | -- | ---- |
| 1    | Plivački Klub Primorje          | 9   | 3 | 3 | 0 | 0 | 31 | 19 | +12  |
| 2    | Szeged Vízilabda Egyesület      | 6   | 3 | 2 | 0 | 1 | 30 | 18 | +12  |
| 3    | Montpellier Water-Polo          | 3   | 3 | 1 | 0 | 2 | 19 | 28 | -9   |
| 4    | Clubul Sportiv Municipal Oradea | 0   | 3 | 0 | 0 | 3 | 17 | 32 | -15  |

| Date         |                                 | Score |                                 | Quarts-temps          |
| ------------ | ------------------------------- | ----- | ------------------------------- | --------------------- |
| 24 septembre | Plivački Klub Primorje          | 15-7  | Clubul Sportiv Municipal Oradea | 4-2 ; 3-1 ; 5-3       |
| 24 septembre | Szeged Vízilabda Egyesület      | 14-6  | Montpellier Water-Polo          | 3-1 ; 3-0 ; 4-3 ; 4-2 |
| 25 septembre | Montpellier Water-Polo          | 7-9   | Plivački Klub Primorje          | 1-4 ; 3-3 ; 2-2 ; 1-0 |
| 25 septembre | Szeged Vízilabda Egyesület      | 11-5  | Clubul Sportiv Municipal Oradea | 3-1 ; 3-1 ; 1-2 ; 4-1 |
| 26 septembre | Clubul Sportiv Municipal Oradea | 5-6   | Montpellier Water-Polo          | 0-0 ; 3-1 ; 2-2 ; 0-3 |
| 6 septembre  | Szeged Vízilabda Egyesület      | 5-7   | Plivački Klub Primorje          | 1-2 ; 2-1 ; 1-1 ; 1-3 |

#### Groupe D
Les matches du groupe D sont joués à Budva, au Monténégro.
| Rang | Équipe                                   | Pts | J | G | N | P | Bp | Bc | Diff |
| ---- | ---------------------------------------- | --- | - | - | - | - | -- | -- | ---- |
| 1    | Vaterpolo klub Budva                     | 12  | 4 | 4 | 0 | 0 | 55 | 28 | +27  |
| 2    | Cercle des nageurs de Marseille          | 9   | 4 | 3 | 0 | 1 | 50 | 27 | +23  |
| 3    | Schuurman BRC                            | 6   | 4 | 2 | 0 | 2 | 32 | 36 | -4   |
| 4    | Shturm 2002                              | 3   | 4 | 1 | 0 | 3 | 46 | 40 | +6   |
| 5    | Łódzkie Sportowe Towarzystwo Waterpolowe | 0   | 4 | 0 | 0 | 4 | 18 | 70 | -52  |

| Date         |                                 | Score |                                          | Quarts-temps          |
| ------------ | ------------------------------- | ----- | ---------------------------------------- | --------------------- |
| 23 septembre | Vaterpolo klub Budva            | 10-4  | Schuurman BRC                            | 3-1 ; 2-1 ; 1-1 ; 4-1 |
| 23 septembre | Cercle des nageurs de Marseille | 19-4  | Łódzkie Sportowe Towarzystwo Waterpolowe | - ; -                 |
| 24 septembre | Vaterpolo klub Budva            | 20-3  | Łódzkie Sportowe Towarzystwo Waterpolowe | 2-1 ; 6-1 ; 6-0 ; 6-1 |
| 24 septembre | Cercle des nageurs de Marseille | 9-8   | Shturm 2002                              | 3-1 ; 5-3 ; 0-1 ; 1-3 |
| 24 septembre | Vaterpolo klub Budva            | 14-11 | Shturm 2002                              | 2-3 ; 5-3 ; 3-2 ; 4-3 |
| 24 septembre | Schuurman BRC                   | 13-5  | Łódzkie Sportowe Towarzystwo Waterpolowe | 2-3 ; 4-1 ; 3-0 ; 4-1 |
| 25 septembre | Vaterpolo klub Budva            | 11-10 | Cercle des nageurs de Marseille          | 2-2 ; 3-2 ; 2-2 ; 4-4 |
| 25 septembre | Shturm 2002                     | 9-11  | Schuurman BRC                            | 3-1 ; 2-3 ; 2-4 ; 2-3 |
| 26 septembre | Schuurman BRC                   | 4-12  | Cercle des nageurs de Marseille          | 1-2 ; 0-4 ; 1-4 ; 2-2 |
| 26 septembre | Shturm 2002                     | 18-6  | Łódzkie Sportowe Towarzystwo Waterpolowe | 3-0 ; 3-3 ; 6-2 ; 6-1 |

### Deuxième tour
Le deuxième tour a lieu entre le vendredi 8 et le dimanche 10 octobre 2010. Les deux premiers de chaque groupe se qualifient pour le tour préliminaire ; les troisièmes et quatrièmes sont envoyés au second tour du trophée LEN 2010-2011.
Le tirage au sort des groupes a lieu le 27 septembre 2010 à Luxembourg

#### Groupe E
Les matches du groupe E se jouent à Barcelone, en Espagne.
| Rang | Équipe                       | Pts | J | G | N | P | Bp | Bc | Diff |
| ---- | ---------------------------- | --- | - | - | - | - | -- | -- | ---- |
| 1    | Vaterpolo klub Budva         | 9   | 3 | 3 | 0 | 0 | 29 | 22 | +7   |
| 2    | Club Natació Barcelona       | 6   | 3 | 2 | 0 | 1 | 27 | 30 | -3   |
| 3    | Rari Nantes Savona           | 3   | 3 | 1 | 0 | 2 | 27 | 20 | +7   |
| 4    | Naftikós Ómilos Vouliagménis | 0   | 3 | 0 | 0 | 3 | 19 | 30 | -11  |

| Date       |                              | Score |                              | Quarts-temps          |
| ---------- | ---------------------------- | ----- | ---------------------------- | --------------------- |
| 8 octobre  | Club Natació Barcelona       | 7-12  | Vaterpolo klub Budva         | 2-3 ; 2-2 ; 0-3 ; 3-4 |
| 8 octobre  | Naftikós Ómilos Vouliagménis | 2-11  | Rari Nantes Savona           | 0-2 ; 2-1 ; 0-7 ; 0-1 |
| 9 octobre  | Club Natació Barcelona       | 10-9  | Naftikós Ómilos Vouliagménis | 0-5 ; 4-1 ; 3-1 ; 3-2 |
| 9 octobre  | Vaterpolo klub Budva         | 8-7   | Rari Nantes Savona           | 4-3 ; 1-1 ; 1-2 ; 2-1 |
| 10 octobre | Naftikós Ómilos Vouliagménis | 8-9   | Vaterpolo klub Budva         | 1-3 ; 2-1 ; 3-4 ; 2-1 |
| 10 octobre | Club Natació Barcelona       | 10-9  | Rari Nantes Savona           | 2-3 ; 1-1 ; 4-3 ; 3-2 |

#### Groupe F
Les matches du groupe F se jouent à Novi Sad, en Serbie.
| Rang | Équipe                     | Pts | J | G | N | P | Bp | Bc | Diff |
| ---- | -------------------------- | --- | - | - | - | - | -- | -- | ---- |
| 1    | Szeged Vízilabda Egyesület | 9   | 3 | 3 | 0 | 0 | 32 | 24 | +8   |
| 2    | Vaterpolo klub Vojvodina   | 6   | 3 | 2 | 0 | 1 | 21 | 22 | -1   |
| 3    | Brixia Leonessa Nuoto      | 1   | 3 | 0 | 1 | 2 | 24 | 27 | -3   |
| 4    | Sintez Kazan               | 1   | 3 | 0 | 1 | 2 | 23 | 27 | -4   |

| Date       |                          | Score |                            | Quarts-temps          |
| ---------- | ------------------------ | ----- | -------------------------- | --------------------- |
| 8 octobre  | Vaterpolo klub Vojvodina | 6-11  | Szeged Vízilabda Egyesület | 2-4 ; 1-2 ; 2-3 ; 1-2 |
| 8 octobre  | Brixia Leonessa Nuoto    | 9-9   | Sintez Kazan               | 2-4 ; 3-2 ; 1-2 ; 3-1 |
| 9 octobre  | Vaterpolo klub Vojvodina | 7-5   | Brixia Leonessa Nuoto      | 3-1 ; 1-0 ; 2-1 ; 1-3 |
| 9 octobre  | Sintez Kazan             | 8-10  | Szeged Vízilabda Egyesület | 2-3 ; 0-1 ; 3-3       |
| 10 octobre | Vaterpolo klub Vojvodina | 8-6   | Sintez Kazan               | 3-3 ; 0-0 ; 2-1 ; 3-2 |
| 10 octobre | Brixia Leonessa Nuoto    | 10-11 | Szeged Vízilabda Egyesület | 2-3 ; 2-3 ; 4-2 ; 2-3 |

#### Groupe G
Les matches du groupe G se jouent à Berlin, en Allemagne.
| Rang | Équipe                          | Pts | J | G | N | P | Bp | Bc | Diff |
| ---- | ------------------------------- | --- | - | - | - | - | -- | -- | ---- |
| 1    | HAVK Mladost                    | 9   | 3 | 3 | 0 | 0 | 38 | 28 | +10  |
| 2    | Egri Vízilabda Klub             | 6   | 3 | 2 | 0 | 1 | 32 | 26 | +6   |
| 3    | Wasserfreunde Spandau 04        | 3   | 3 | 1 | 0 | 2 | 24 | 29 | -5   |
| 4    | Cercle des nageurs de Marseille | 0   | 3 | 0 | 0 | 3 | 22 | 33 | -11  |

| Date       |                                             | Score |                                             | Quarts-temps          |
| ---------- | ------------------------------------------- | ----- | ------------------------------------------- | --------------------- |
| 8 octobre  | Hrvatski akademski vaterpolski klub Mladost | 13-12 | Egri Vízilabda Klub                         | 2-2 ; 4-4 ; 3-2 ; 4-4 |
| 8 octobre  | Wasserfreunde Spandau 04                    | 10-7  | Cercle des nageurs de Marseille             | 1-2 ; 4-1 ; 2-3 ; 3-1 |
| 9 octobre  | Hrvatski akademski vaterpolski klub Mladost | 12-7  | Cercle des nageurs de Marseille             | 2-0 ; 4-2 ; 3-1 ; 3-4 |
| 9 octobre  | Wasserfreunde Spandau 04                    | 5-9   | Egri Vízilabda Klub                         | 1-3 ; 1-2 ; 1-3 ; 2-1 |
| 10 octobre | Cercle des nageurs de Marseille             | 8-11  | Egri Vízilabda Klub                         | 2-1 ; 1-4 ; 2-4 ; 3-2 |
| 10 octobre | Wasserfreunde Spandau 04                    | 9-13  | Hrvatski akademski vaterpolski klub Mladost | 1-2 ; 3-3 ; 2-4 ; 3-4 |

#### Groupe H
Les matches du groupe H se jouent à Rijeka, en Croatie.
| Rang | Équipe                  | Pts | J | G | N | P | Bp | Bc | Diff |
| ---- | ----------------------- | --- | - | - | - | - | -- | -- | ---- |
| 1    | Plivački Klub Primorje  | 9   | 3 | 3 | 0 | 0 | 40 | 23 | +17  |
| 2    | Vaterpolo klub Primorac | 6   | 3 | 2 | 0 | 1 | 30 | 19 | +11  |
| 3    | Panionios GSS           | 3   | 3 | 1 | 0 | 2 | 20 | 29 | -9   |
| 4    | ČH Hornets Košice       | 0   | 3 | 0 | 0 | 3 | 19 | 38 | -19  |

| Date       |                        | Score |                         | Quarts-temps          |
| ---------- | ---------------------- | ----- | ----------------------- | --------------------- |
| 8 octobre  | Plivački Klub Primorje | 19-8  | ČH Hornets Košice       | 6-3 ; 5-0 ; 5-1 ; 3-4 |
| 8 octobre  | Panionios GSS          | 4-12  | Vaterpolo klub Primorac | 1-3 ; 1-2 ; 2-3 ; 0-4 |
| 9 octobre  | Plivački Klub Primorje | 12-9  | Vaterpolo klub Primorac | 3-4 ; 4-3 ; 4-1 ; 1-1 |
| 9 octobre  | ČH Hornets Košice      | 8-10  | Panionios GSS           | 0-1 ; 3-5 ; 2-1 ; 3-3 |
| 10 octobre | ČH Hornets Košice      | 3-9   | Vaterpolo klub Primorac | 0-2 ; 0-2 ; 1-4 ; 2-1 |
| 10 octobre | Plivački Klub Primorje | 9-6   | Panionios GSS           | 1-2 ; 4-0 ; 3-3 ; 1-1 |

## Compétition

### Tour préliminaire
Du 13 octobre 2010 au 2 février 2011, les équipes qualifiées pour le tour préliminaire se rencontrent en matches aller et retour. Le tirage au sort des groupes a lieu le 31 octobre à Rijeka, en Croatie,.
Les deux premiers de chaque groupe se qualifient au tour suivant. En cas d'égalité, c'est la différence de buts particulière entre les équipes concernées qui les départage.

#### Groupe A
| Rang | Équipe                                     | Pts | J | G | N | P | Bp | Bc | Diff |
| ---- | ------------------------------------------ | --- | - | - | - | - | -- | -- | ---- |
| 1    | Plivački vaterpolo klub Jadran Herceg Novi | 12  | 6 | 4 | 0 | 2 | 61 | 57 | +4   |
| 2    | Vasas Sport Club                           | 10  | 6 | 3 | 1 | 2 | 54 | 56 | -2   |
| 3    | Vaterpolo klub Primorac                    | 10  | 6 | 3 | 1 | 2 | 58 | 48 | +10  |
| 4    | Szeged Vízilabda Egyesület                 | 2   | 6 | 0 | 2 | 4 | 52 | 64 | -12  |

Au score cumulé, Vasas SC devance VK Primorac par seize buts à quatorze.
| Date              |                                            | Score |                                            | Quarts-temps          |
| ----------------- | ------------------------------------------ | ----- | ------------------------------------------ | --------------------- |
| 13 novembre 2010  | Szeged Vízilabda Egyesület                 | 9-9   | Vasas Sport Club                           | 1-2 ; 2-2 ; 3-5 ; 3-0 |
| 14 novembre 2010  | Vaterpolo klub Primorac                    | 14-7  | Plivački vaterpolo klub Jadran Herceg Novi | 4-2 ; 4-1 ; 4-3 ; 0-1 |
| 1er décembre 2010 | Plivački vaterpolo klub Jadran Herceg Novi | 13-10 | Szeged Vízilabda Egyesület                 | 3-3 ; 5-3 ; 3-3 ; 2-1 |
| 1er décembre 2010 | Vasas Sport Club                           | 7-6   | Vaterpolo klub Primorac                    | 2-0 ; 1-3 ; 2-2 ; 2-1 |
| 18 décembre 2010  | Szeged Vízilabda Egyesület                 | 7-13  | Vaterpolo klub Primorac                    | - ; -                 |
| 18 décembre 2010  | Plivački vaterpolo klub Jadran Herceg Novi | 11-10 | Vasas Sport Club                           | 2-1 ; 3-3 ; 4-3 ; 2-3 |
| 8 janvier 2011    | Vasas Sport Club                           | 8-12  | Plivački vaterpolo klub Jadran Herceg Novi | 2-4 ; 3-2 ; 2-4 ; 1-2 |
| 8 janvier 2011    | Vaterpolo klub Primorac                    | 9-9   | Szeged Vízilabda Egyesület                 | 2-2 ; 2-2 ; 3-3       |
| 19 janvier 2011   | Vaterpolo klub Primorac                    | 8-9   | Vasas Sport Club                           | 3-4 ; 0-3 ; 1-0 ; 4-2 |
| 19 janvier 2011   | Szeged Vízilabda Egyesület                 | 7-9   | Plivački vaterpolo klub Jadran Herceg Novi | 2-1 ; 2-2 ; 0-4 ; 3-2 |
| 2 février 2011    | Vasas Sport Club                           | 11-10 | Szeged Vízilabda Egyesület                 | 2-3 ; 1-2 ; 2-3 ; 5-2 |
| 2 février 2011    | Plivački vaterpolo klub Jadran Herceg Novi | 9-10  | Vaterpolo klub Primorac                    | 2-1 ; 1-2 ; 2-5 ; 4-2 |

#### Groupe B
| Rang | Équipe                   | Pts | J | G | N | P | Bp | Bc | Diff |
| ---- | ------------------------ | --- | - | - | - | - | -- | -- | ---- |
| 1    | Pro Recco                | 18  | 6 | 6 | 0 | 0 | 73 | 32 | +41  |
| 2    | Vaterpolo klub Budva     | 9   | 6 | 3 | 0 | 3 | 44 | 40 | +4   |
| 3    | rtak City Volgograd      | 4   | 6 | 1 | 1 | 4 | 35 | 56 | -21  |
| 4    | Vaterpolo klub Vojvodina | 4   | 6 | 1 | 1 | 4 | 51 | 65 | -14  |

| Date              |                          | Score |                          | Quarts-temps          |
| ----------------- | ------------------------ | ----- | ------------------------ | --------------------- |
| 13 novembre 2010  | Vaterpolo klub Budva     | 9-7   | Vaterpolo klub Vojvodina | 2-1 ; 4-1 ; 2-3 ; 1-2 |
| 13 novembre 2010  | Pro Recco                | 16-5  | Spartak City Volgograd   | 2-0 ; 5-1 ; 6-1 ; 3-3 |
| 1er décembre 2010 | Vaterpolo klub Vojvodina | 8-15  | Pro Recco                | 1-3 ; 3-3 ; 1-5 ; 3-4 |
| 1er décembre 2010 | Spartak City Volgograd   | 6-5   | Vaterpolo klub Budva     | 2-2 ; 1-1 ; 3-1 ; 0-1 |
| 18 décembre 2010  | Pro Recco                | 12-7  | Vaterpolo klub Budva     | 4-1 ; 2-2 ; 3-2       |
| 19 décembre 2010  | Vaterpolo klub Vojvodina | 10-10 | Spartak City Volgograd   | 3-2 ; 3-3 ; 4-3 ; 0-2 |
| 9 janvier 2011    | Spartak City Volgograd   | 6-8   | Vaterpolo klub Vojvodina | 0-2 ; 2-2 ; 1-2 ; 3-2 |
| 9 janvier 2011    | Vaterpolo klub Budva     | 5-6   | Pro Recco                | 2-2 ; 2-3 ; 0-1 ; 1-0 |
| 19 janvier 2011   | Pro Recco                | 16-2  | Vaterpolo klub Vojvodina | 4-0 ; 4-0 ; 3-1 ; 5-1 |
| 19 janvier 2011   | Vaterpolo klub Budva     | 9-3   | Spartak City Volgograd   | 2-0 ; 3-1 ; 3-2 ; 1-0 |
| 2 février 2011    | Vaterpolo klub Vojvodina | 6-9   | Vaterpolo klub Budva     | 0-1 ; 1-2 ; 2-3 ; 3-3 |
| 2 février 2011    | Spartak City Volgograd   | 5-8   | Pro Recco                | 1-1 ; 1-2 ; 1-3 ; 2-2 |

#### Groupe C
| Rang | Équipe                                      | Pts | J | G | N | P | Bp | Bc | Diff |
| ---- | ------------------------------------------- | --- | - | - | - | - | -- | -- | ---- |
| 1    | Hrvatski akademski vaterpolski klub Mladost | 15  | 6 | 5 | 0 | 1 | 62 | 49 | +13  |
| 2    | Vaterpolo klub Partizan                     | 13  | 6 | 4 | 1 | 1 | 57 | 40 | +17  |
| 3    | Club Natació Barcelona                      | 4   | 6 | 1 | 1 | 4 | 41 | 59 | -18  |
| 4    | Olympiakós Sýndesmos Filáthlon Pireós       | 3   | 6 | 1 | 0 | 5 | 45 | 57 | -12  |

| Date              |                                             | Score |                                             | Quarts-temps          |
| ----------------- | ------------------------------------------- | ----- | ------------------------------------------- | --------------------- |
| 13 novembre 2010  | Club Natació Barcelona                      | 10-8  | Olympiakós Sýndesmos Filáthlon Pireós       | 2-3 ; 2-3 ; 2-1 ; 4-1 |
| 14 novembre 2010  | Hrvatski akademski vaterpolski klub Mladost | 10-8  | Vaterpolo klub Partizan                     | 5-1 ; 2-1 ; 3-4 ; 0-2 |
| 1er décembre 2010 | Olympiakós Sýndesmos Filáthlon Pireós       | 8-9   | Hrvatski akademski vaterpolski klub Mladost | 2-1 ; 3-3 ; 2-2 ; 1-3 |
| 1er décembre 2010 | Vaterpolo klub Partizan                     | 6-6   | Club Natació Barcelona                      | 3-1 ; 2-2 ; 1-0 ; 0-3 |
| 18 décembre 2010  | Olympiakós Sýndesmos Filáthlon Pireós       | 7-9   | Vaterpolo klub Partizan                     | 1-3 ; 0-2 ; 4-3 ; 2-2 |
| 18 décembre 2010  | Hrvatski akademski vaterpolski klub Mladost | 10-4  | Club Natació Barcelona                      | 4-1 ; 2-2 ; 2-1 ; 2-0 |
| 8 janvier 2011    | Club Natació Barcelona                      | 5-11  | Hrvatski akademski vaterpolski klub Mladost | 1-4 ; 2-3 ; 1-2       |
| 9 janvier 2011    | Vaterpolo klub Partizan                     | 7-1   | Olympiakós Sýndesmos Filáthlon Pireós       | 1-0 ; 2-1 ; 2-0       |
| 19 janvier 2011   | Hrvatski akademski vaterpolski klub Mladost | 15-10 | Olympiakós Sýndesmos Filáthlon Pireós       | 3-1 ; 4-4 ; 5-2 ; 3-3 |
| 19 janvier 2011   | Club Natació Barcelona                      | 9-13  | Vaterpolo klub Partizan                     | 3-2 ; 2-4 ; 3-4 ; 1-3 |
| 2 février 2011    | Vaterpolo klub Partizan                     | 14-7  | Hrvatski akademski vaterpolski klub Mladost | 4-0 ; 3-3 ; 4-1       |
| 2 février 2011    | Olympiakós Sýndesmos Filáthlon Pireós       | 11-7  | Club Natació Barcelona                      | 3-2 ; 3-3 ; 3-0 ; 2-2 |

#### Groupe D
| Rang | Équipe                           | Pts | J | G | N | P | Bp | Bc | Diff |
| ---- | -------------------------------- | --- | - | - | - | - | -- | -- | ---- |
| 1    | Vaterpolo klub Jug               | 18  | 6 | 6 | 0 | 0 | 77 | 52 | +25  |
| 2    | Plivački Klub Primorje           | 9   | 6 | 3 | 0 | 3 | 47 | 45 | +2   |
| 3    | Club Natació Atlètic-Barceloneta | 9   | 6 | 3 | 0 | 3 | 55 | 65 | -10  |
| 4    | Egri Vízilabda Klub              | 0   | 6 | 0 | 0 | 6 | 46 | 63 | -17  |

| Date              |                                  | Score |                                  | Quarts-temps          |
| ----------------- | -------------------------------- | ----- | -------------------------------- | --------------------- |
| 13 novembre 2010  | Club Natació Atlètic-Barceloneta | 10-9  | Egri Vízilabda Klub              | - ; -                 |
| 14 novembre 2010  | Vaterpolo klub Jug               | 12-7  | Plivački Klub Primorje           | 3-2 ; 2-1 ; 4-0 ; 3-1 |
| 1er décembre 2010 | Egri Vízilabda Klub              | 9-10  | Vaterpolo klub Jug               | 3-4 ; 2-2 ; 1-1 ; 3-3 |
| 1er décembre 2010 | Plivački Klub Primorje           | 8-6   | Club Natació Atlètic-Barceloneta | 0-1 ; 2-3 ; 2-1 ; 4-1 |
| 18 décembre 2010  | Egri Vízilabda Klub              | 6-11  | Plivački Klub Primorje           | 0-3 ; 2-3 ; 3-3 ; 1-2 |
| 19 décembre 2010  | Vaterpolo klub Jug               | 14-9  | Club Natació Atlètic-Barceloneta | 2-1 ; 5-2 ; 4-2 ; 3-4 |
| 8 janvier 2011    | Club Natació Atlètic-Barceloneta | 11-18 | Vaterpolo klub Jug               | 2-5 ; 6-5 ; 2-4 ; 1-4 |
| 8 janvier 2011    | Plivački Klub Primorje           | 7-4   | Egri Vízilabda Klub              | 2-2 ; 2-1 ; 1-0       |
| 19 janvier 2011   | Vaterpolo klub Jug               | 15-10 | Egri Vízilabda Klub              | 3-1 ; 4-0 ; 6-2 ; 2-7 |
| 19 janvier 2011   | Club Natació Atlètic-Barceloneta | 9-8   | Plivački Klub Primorje           | 1-3 ; 1-2 ; 3-1 ; 4-2 |
| 2 février 2011    | Plivački Klub Primorje           | 6-8   | Vaterpolo klub Jug               | 1-2 ; 1-1 ; 2-4 ; 2-1 |
| 2 février 2011    | Egri Vízilabda Klub              | 8-10  | Club Natació Atlètic-Barceloneta | 2-2 ; 1-4 ; 1-2 ; 4-2 |

### Quarts de finale
Contrairement aux saisons précédentes où ce tour se jouaient en confrontation aller et retour entre deux clubs, les quarts de finale 2011 se jouent en deux groupes du 16 février au 4 mai 2011. Les deux premiers de chaque groupe se qualifient pour la finale à quatre.
Le tirage au sort des groupes a lieu le 8 février 2011 à Rome, en Italie

#### Premier groupe
| Rang | Équipe                  | Pts | J | G | N | P | Bp | Bc | Diff |
| ---- | ----------------------- | --- | - | - | - | - | -- | -- | ---- |
| 1    | Vaterpolo klub Partizan | 18  | 6 | 6 | 0 | 0 | 69 | 43 | +26  |
| 2    | Vaterpolo klub Budva    | 9   | 6 | 3 | 0 | 3 | 37 | 48 | -11  |
| 3    | Vaterpolo Klub Jug      | 7   | 6 | 2 | 1 | 3 | 57 | 52 | +5   |
| 4    | PVK Jadran Herceg Novi  | 1   | 6 | 0 | 1 | 5 | 42 | 62 | -20  |

| Date            |                         | Score |                         | Quarts-temps          |
| --------------- | ----------------------- | ----- | ----------------------- | --------------------- |
| 16 février 2011 | Vaterpolo Klub Jug      | 10-6  | Vaterpolo klub Budva    | 2-2 ; 4-1 ; 1-3 ; 3-0 |
| 16 février 2011 | PVK Jadran Herceg Novi  | 8-13  | Vaterpolo klub Partizan | 2-4 ; 3-3 ; 2-5 ; 1-1 |
| 9 mars 2011     | Vaterpolo klub Budva    | 6-5   | PVK Jadran Herceg Novi  | 1-3 ; 2-0 ; 2-2 ; 1-0 |
| 9 mars 2011     | Vaterpolo klub Partizan | 11-10 | Vaterpolo Klub Jug      | 5-5 ; 2-1 ; 3-1 ; 1-2 |
| 26 mars 2011    | Vaterpolo Klub Jug      | 13-6  | PVK Jadran Herceg Novi  | 3-1 ; 2-1 ; 4-0 ; 4-4 |
| 27 mars 2011    | Vaterpolo klub Partizan | 10-2  | Vaterpolo klub Budva    | 4-1 ; 4-0 ; 1-0 ; 1-1 |
| 13 avril 2011   | Vaterpolo klub Budva    | 5-8   | Vaterpolo klub Partizan | 1-4 ; 1-1 ; 2-1 ; 1-2 |
| 13 avril 2011   | PVK Jadran Herceg Novi  | 7-7   | Vaterpolo Klub Jug      | 4-2 ; 1-1 ; 1-2       |
| 27 avril 2011   | Vaterpolo Klub Jug      | 10-13 | Vaterpolo klub Partizan | 3-3 ; 1-2 ; 3-5 ; 3-3 |
| 27 avril 2011   | PVK Jadran Herceg Novi  | 8-9   | Vaterpolo klub Budva    | 2-3 ; 1-3 ; 2-1 ; 3-2 |
| 4 mai 2011      | Vaterpolo klub Partizan | 14-8  | PVK Jadran Herceg Novi  | - ; -                 |
| 4 mai 2011      | Vaterpolo klub Budva    | 9-7   | Vaterpolo Klub Jug      | 3-3 ; 2-1 ; 1-1 ; 3-2 |

#### Deuxième groupe
| Rang | Équipe                 | Pts | J | G | N | P | Bp | Bc | Diff |
| ---- | ---------------------- | --- | - | - | - | - | -- | -- | ---- |
| 1    | Pro Recco              | 18  | 6 | 6 | 0 | 0 | 68 | 42 | +26  |
| 2    | HAVK Mladost           | 9   | 6 | 3 | 0 | 3 | 46 | 52 | -6   |
| 3    | Plivački Klub Primorje | 7   | 6 | 2 | 1 | 3 | 58 | 61 | -3   |
| 4    | Vasas Sport Club       | 1   | 6 | 0 | 1 | 5 | 46 | 63 | -17  |

| Date            |                        | Score |                        | Quarts-temps          |
| --------------- | ---------------------- | ----- | ---------------------- | --------------------- |
| 16 février 2011 | HAVK Mladost           | 5-9   | Pro Recco              | 1-1 ; 2-3 ; 1-4 ; 1-1 |
| 16 février 2011 | Plivački Klub Primorje | 13-6  | Vasas Sport Club       | 4-2 ; 4-3 ; 3-0 ; 2-1 |
| 9 mars 2011     | Vasas Sport Club       | 8-9   | HAVK Mladost           | 4-3 ; 2-1 ; 0-2 ; 2-3 |
| 9 mars 2011     | Pro Recco              | 15-9  | Plivački Klub Primorje | 6-2 ; 3-1 ; 1-3 ; 5-3 |
| 26 mars 2011    | Plivački Klub Primorje | 8-6   | HAVK Mladost           | 3-1 ; 3-1 ; 1-2       |
| 26 mars 2011    | Pro Recco              | 12-6  | Vasas Sport Club       | 4-1 ; 3-4 ; 2-1 ; 3-0 |
| 13 avril 2011   | HAVK Mladost           | 10-9  | Plivački Klub Primorje | 1-2 ; 4-2 ; 1-2 ; 4-3 |
| 13 avril 2011   | Vasas Sport Club       | 7-9   | Pro Recco              | 2-3 ; 1-4 ; 2-2 ; 2-0 |
| 27 avril 2011   | HAVK Mladost           | 8-7   | Vasas Sport Club       | 1-4 ; 1-0 ; 4-3 ; 2-0 |
| 27 avril 2011   | Plivački Klub Primorje | 7-12  | Pro Recco              | 0-5 ; 4-3 ; 1-1 ; 2-3 |
| 4 mai 2011      | Vasas Sport Club       | 12-12 | Plivački Klub Primorje | - ; -                 |
| 4 mai 2011      | Pro Recco              | 11-8  | HAVK Mladost           | 2-2 ; 4-2 ; 2-2 ; 3-2 |

### Finale à quatre
En mars 2011, la Ligue européenne de natation décide l'organisation de la finale à quatre au Foro Italico de Rome, en Italie, les 3 et 4 juin 2011.
En cas d’égalité à la fin du temps réglementaire, deux prolongations sont jouées. Si l'égalité persiste, une séance de cinq tirs au but a lieu, prolongée si nécessaire.
Le Vaterpolo klub Partizan gagne la finale, trente-quatre ans après son dernier titre en Coupe des clubs champions en 1976, et trente-deux ans après leur dernière finale dans cette même compétition en 1979. Il s'agit de leur première Euroligue et de leur septième titre dans la principale coupe d’Europe des clubs.
|                       | Score                 |                       | quarts-temps                                  |                       |                       |                       |                       |
| Demi-finales (3 juin) | Demi-finales (3 juin) | Demi-finales (3 juin) | Demi-finales (3 juin)                         | Demi-finales (3 juin) | Demi-finales (3 juin) | Demi-finales (3 juin) | Demi-finales (3 juin) |
| --------------------- | --------------------- | --------------------- | --------------------------------------------- | --------------------- | --------------------- | --------------------- | --------------------- |
| VK Partizan           | 12-9                  | HAVK Mladost          | 2-1 ; 4-1 ; 2-3 ; 4-4                         |                       |                       |                       |                       |
| Pro Recco             | 9-4                   | VK Budva              | 3-1 ; 2-0 ; 1-1 ; 3-2                         |                       |                       |                       |                       |
| 3e place (4 juin)     |                       |                       |                                               |                       |                       |                       |                       |
| HAVK Mladost          | 10-10                 | VK Budva              | 2-1 ; 1-4 ; 1-2 ; 4-1 P : 2-1 ; 0-1 ; T : 2-4 |                       |                       |                       |                       |
| Finale (4 juin)       |                       |                       |                                               |                       |                       |                       |                       |
| VK Partizan           | 11-7                  | Pro Recco             | 2-1 ; 5-4 ; 2-1                               |                       |                       |                       |                       |

## Sources
- [PDF] (en) Partie 2 du règlement des coupes d'Europe de clubs, Ligue européenne de natation, 29 mai 2010.
- Calendrier : [PDF] Water-polo. Règlement 2010-2011, Fédération française de natation, pages 23-25 ; fichier consulté le 19 juin 2010.